# بیماری تب خونریزی‌دهنده ماربورگ
بیماری تب خونریزی‌دهنده ماربورگ (به انگلیسی: Marburg Hemorrhagic) یک بیماری نادر با علائم تب و خونریزی است که در انسان‌ها و میمون‌ها دیده می‌شود. این بیماری توسط ویروس ماربورگ که یک آران‌ای ویروس زئونوز از خانواده فیلوویروس‌ها است ایجاد می‌شود. کشف و نامگذاری این بیماری بدنبال یک همه‌گیری در شهرهای ماربورگ، فرانکفورت، و بلگراد رخ داد. هنوز درمانی برای ماربورگ معرفی نشده است. خودداری در خوردن گوشت شکار و خوک در مناطق آلوده و تماس با افراد آلوده به پیشگیری از آلودگی کمک نمی‌کند.
احتمال مرگ در افراد مبتلا به ویروس ماربورگ ۵۰٪ است. این بیماری نخستین بار در سال ۱۹۶۷ در ماربورگ آلمان شناسایی شد. کسانی که مدت طولانی را در محیط‌های بسته مانند غار یا معدن می‌گذراندند که محل زندگی و تجمع خفاش‌ها بود به احتمال بیشتری به این بیماری مبتلا می‌شوند.
میمون سبز آفریقایی و خوک می‌توانند حامل این ویروس باشند. این ویروس از خفاش میوه‌خوار به انسان منتقل می‌شود و از طریق مایعات بدن و حتی تماس با بسترهای آلوده از انسان به انسان سرایت می‌کند. اگر کسی بهبود پیدا کند نیز خون یا مایع منی او می‌تواند تا ماه‌ها پس از آن آلوده به ویروس بماند. بنابراین مردان آلوده باید برای آمیزش جنسی از کاندوم استفاده کنند.